# مارکو کلومبرو
مارکو کُلومبرو (ایتالیایی: Marco Columbro؛ زادهٔ ۲۸ ژوئن ۱۹۵۰) مجری تلویزیون و بازیگر اهل ایتالیا است.
از فیلم‌هایی که وی در آن نقش داشته‌است، می‌توان به جپو، مرد مجنون و رام کردن زن سرکش اشاره کرد.